# Шкіров Юліан Юрійович
Юліан Юрійович Шкіров (* 20 червня 1971, Ворошиловград) — Український історик і статистик футболу.

## Біографія
Народився у місті Ворошиловград. Автор історико-статистичного сайту про луганську «Зорю» — football.lg.ua [Архівовано 25 листопада 2010 у Wayback Machine.].
Народився в сім'ї художників. Батько — Шкіров Юрій Сергійович, мати — Шкірова Валентина Володимирівна. З ранніх років, як всі хлопчаки з ранку до вечора ганяв футбольний м'яч у дворі з друзями. Але футболістом не став. Здібності до точних наук, переросли в любов до футбольних цифр. З 1983 року займається історією та статистикою Українського футболу. Після закінчення школи № 30, вступив до машинобудівного інституту.
Навчаючись на третьому курсі інституту, став публікуватися в обласних виданнях на спортивну тематику. Освіта — вища. З 1993 до 1996 року — автор офіційних футбольних програм луганської «Зорі». У 2008 році, завдяки спонсорській підтримці Букаєва Валерія Олександровича видає масштабну за своєю інформацією книгу «Сторіччя Луганського футболу». Листується з багатьма статистиками: України, Росії, Казахстану, Білорусі, Вірменії та інших країн. Колекціонує матеріали про луганські команди. Брав участь у виданні понад двадцяти статистичних книг про футбол.
Одружений. Має двох дітей.

## Авторські праці
- «Сторіччя луганського футболу». Луганськ. 2008 рік. ISBN 978-966-969-415-2